# 同じ時代に生まれた若者たち
「同じ時代に生まれた若者たち」（おなじじだいにうまれたわかものたち）は2010年11月24日にリリースされた腐男塾の5thシングル。発売元はインペリアルレコード。

## 概要
通常盤と初回限定盤（紫集院曜介Ver.）（武器屋桃太郎Ver.）（青明寺浦正Ver.）（緑川狂平Ver.）（赤園虎次郎Ver.）（流原蓮次Ver.）（瀬斗光黄Ver.）が発売された。初回限定盤にはDVDが付属している。オリコンデイリーチャートで1位を獲得した。
この曲をもって、紫集院曜介が卒業。

## 収録曲

### 通常盤
1. 同じ時代に生まれた若者たち
  - 作詞/作曲：はなわ 編曲：成田忍
2. wktk数え唄（中野腐女シスターズ）
  - 作詞/作曲：はなわ 編曲：成田忍
3. 絆 2010
  - 作詞/作曲：はなわ 編曲：成田忍

### 初回限定盤
1. 同じ時代に生まれた若者たち
2. wktk数え唄（中野腐女シスターズ）
3. 檄!帝国華撃団（改）〜腐男塾Ver.〜
  - 作詞：広井王子 作曲：田中公平 編曲：成田忍
  - 横山智佐・富沢美智恵・高乃麗（帝国歌劇団）のカバー。